# Маргарита Женевская
Маргарита Женевская (неизвестно, неизвестно — 8 апреля 1257[…], Пьер-Шатель) — графиня Савойи, дочь Вильгельма I Женевского.

## Жизнь
Маргарита должна была стать третьей женой короля Франции Филиппа II. Однако, когда её отец вёз её во Францию в мае 1195 года, Томас Савойский похитил девушку. Покорённый её красотой граф Томас женился на ней, утверждая, что Филипп II уже был женат (французский король женился на Ингеборге Датской в 1193 году, но вскоре отказался от неё). Отец Маргариты тяжело заболел и умер после свадьбы, а её мать умерла в следующем году.
Маргарита является прародительницей многих благородных домов, в том числе Валуа и Бурбонов. Она была похоронена в Откомбе, Савойя.

## Дети
У Маргариты и Томаса было девятнадцать детей, пятнадцать из которых достигли взрослого возраста:
- Амадей IV (1197—1253), граф Савойский
- Гумберт (1198—1223)
- Беатриса (1198—1266); муж: с 1219 года Раймунд Беренгер IV (V) (1199—1245), граф Прованса
- Томас II (1199—1259), князь Пьемонта.
- Аймон (ум. 1237/1242), сеньор Шабле
- Гильом (ум. 1239), епископ Валанса (1226—1238), епископ Льежа (1238—1239)
- Бонифаций, настоятель Нантюа
- Амадей (ум. 1268) епископ Мориена (1230—1268)
- Пьер II (1203—1268), граф Савойский.
- Филипп I (1207—1285), архиепископ Лиона и епископ Валанса (1246—1267), затем граф Савойский
- Бонифаций (1207 — 14 июля 1270), епископ Беле (1232—1241), архиепископ Кентерберийский (1246—1267)
- Алиса, аббатиса
- Агата, аббатиса
- Маргарита (1212—1270); муж: с 17 июня 1218 Гартман IV (ум. 27 ноября 1264), граф фон Кибург
- Авита; муж: с 1237 Болдуин де Редверс (ум.1262), 7-й граф Девон